# Troubadour (альбом Джорджа Стрейта)
| Оценки критиков      | Оценки критиков |
| Источник             | Оценка          |
| -------------------- | --------------- |
| 411Mania             | (8.5/10)        |
| About.com            | [ 2 ]           |
| Allmusic             | [ 3 ]           |
| The Austin Chronicle | [ 4 ]           |
| Entertainment Weekly | B+              |
| The Music Box        | [ 6 ]           |
| Paste                | (+)             |
| PopMatters           | [ 7 ]           |
| Robert Christgau     | [ 8 ]           |
| Rolling Stone        | [ 9 ]           |
| Slant                | [ 10 ]          |
| The 9513             | [ 11 ]          |

Troubadour — двадцать пятый студийный альбом американского кантри-певца Джорджа Стрейта, изданный 1 апреля 2008 года на лейбле MCA Nashville, диск возглавил американские хит-парады Billboard 200 и Top Country Albums. 19 апреля с тиражом в 166 000 копий он стал № 1 в США; также стал четвёртым в карьере певца диском, возглавлявшим основной американский хит-парад Billboard 200 и 22-м его № 1 в чарте Top Country Albums. Основной сингл «I Saw God Today» стал самым успешным дебютом в карьере певца и его 43-м хитом № 1 в кантри-чарте Billboard. Альбом был сертифицирован в платиновом статусе Американской ассоциацией звукозаписывающих компаний RIAA. Получил премию «Грэмми» 2009 года в категории «лучший кантри-альбом года». Онлайновый сервис Rhapsody поместил альбом на 4-е место в списке лучших кантри-альбомов десятилетия «Country’s Best Albums of the Decade». С 1984 года ежегодно входит в Billboard 200.

## Список композиций
1. «Troubadour[англ.]» (Leslie Satcher, Monty Holmes) — 2:56
2. «It Was Me» (Buddy Cannon, Randy Hardison) — 3:09
3. «Brothers of the Highway» (Doug Johnson[англ.], Kim Williams, Nicole Witt) — 2:42
4. «River of Love» (Billy Burnette, Dennis Morgan, Shawn Camp[англ.]) — 3:15
5. «House of Cash» (Satcher, Holmes) — 3:35
  - duet with Patty Loveless
6. «I Saw God Today» (Rodney Clawson, Wade Kirby, Monty Criswell) — 3:22
7. «Give Me More Time» (Al Anderson[англ.], Dean Dillon, Scotty Emerick) — 3:30
8. «When You’re in Love» (Dillon, Kerry Kurt Phillips) — 2:49
9. «Make Her Fall in Love with Me Song» (Satcher, Anderson) — 2:25
10. «West Texas Town» (Dillon, Robert Earl Keen) — 2:03
  - duet with Dean Dillon
11. «House with No Doors» (Kate Coppola, Kacey Coppola[англ.], Jamey Johnson) — 3:44
12. «If Heartaches Were Horses» (Buddy Brock, Wil Nance, Dillon) — 2:42

## Чарты
| Чарт (2008)             | Лучший результат |
| ----------------------- | ---------------- |
| U.S. Top Country Albums | 1                |
| U.S. Billboard 200      | 1                |
| Canadian Albums Chart   | 13               |